# Komisariat Straży Granicznej „Ligotka Kameralna”
Komisariat Straży Granicznej „Ligotka Kameralna” – jednostka organizacyjna Straży Granicznej pełniąca służbę ochronną na granicy polsko-czechosłowackiej w paśmie Ropicy w latach 1938–1939.

## Formowanie i zmiany organizacyjne
Rozkazem nr 3 z 31 grudnia 1938 roku w sprawach reorganizacji jednostek na terenach Śląskiego, Zachodniomałopolskiego i Wschodniomałopolskiego okręgów Straży Granicznej, a także utworzenia nowych komisariatów i placówek, komendant Straży Granicznej płk Jan Gorzechowski, działając na podstawie upoważnienia Ministra Skarbu z 14 października 1938 roku  nakazał na odcinku między komisariatem „Cierlicko Górne” i komisariatem „Jabłonków” utworzyć nowy komisariat Straży Granicznej „Ligotka Kameralna”. Ustalił też tymczasowy etat: 2 oficerów, 48 szeregowych, 1 samochód typu Łazik (zmieniono na 2 konie i bryczkę), 48 kbk, 40 pistoletów.
Rozkazem nr 5 z 3 marca 1939 roku w sprawie zmian organizacyjnych [...], komendant Straży Granicznej gen. bryg. Walerian Czuma przeniósł placówkę I linii „Sławicz” z komisariatu „Ligotka Kameralna” do m. Górna Morawka” i przydzielił ją do komisariatu „Jabłonków”.

## Funkcjonariusze komisariatu
| Kierownicy/komendanci komisariatu | Kierownicy/komendanci komisariatu | Kierownicy/komendanci komisariatu | Kierownicy/komendanci komisariatu |
| stopień                           | imię i nazwisko                   | okres pełnienia służby            | kolejne stanowisko                |
| --------------------------------- | --------------------------------- | --------------------------------- | --------------------------------- |
| aspirant                          | Kazimierz Boratyński              | 29 X 1938 –                       |                                   |
|                                   |                                   |                                   |                                   |
| Zastępcy komendanta komisariatu   |                                   |                                   |                                   |
| starszy strażnik                  | Mieczysław Moskwa                 | 1 V 1939 –                        |                                   |

## Struktura organizacyjna
Organizacja komisariatu w 1938:
- komenda − Ligotka Kameralna
- placówka Straży Granicznej I linii „Bukowice”
- placówka Straży Granicznej I linii „Ropiczka”
- placówka Straży Granicznej I linii „Rzeka”
- placówka Straży Granicznej I linii „Sławicz” → W 1939 przeniesiona do komisariatu „Jabłonków”
- placówka Straży Granicznej II linii „Ligotka Kameralna”